# Prestahnjúkur
Le Prestahnjúkur, toponyme islandais qui signifie littéralement en français « pic des prêtres », est un volcan d'Islande situé dans l'Ouest du pays, en marge du Langjökull, l'une des plus grandes calottes glaciaires du pays. Il se compose d'un édifice central, un dôme de lave rhyolitique, ainsi que d'autres appareils annexes.

## Géographie
Le Prestahnjúkur est situé dans l'Ouest de l'Islande, à l'extrémité Sud-Ouest du Langjökull,, dans la zone volcanique Ouest. Il est entouré par le Geitlandsjökull au nord-est et à l'est, le Syðra-Hádegisfell au nord-ouest, l'Ok de l'autre côté de la Kaldidalur à l'ouest et le Þórisjökull au sud dont il est séparé par la petite vallée de Þórisdalur. Administrativement, il fait partie de la municipalité de Borgarbyggð dans la région de Vesturland. Il est accessible par la Kaldidasvegur qui passe à l'ouest, soit depuis la vallée de la Hvítá au nord ou depuis le parc national de Þingvellir au sud.
Le volcan est composé de plusieurs édifices alignés selon un axe nord-sud-ouest. Le volcan central est le Prestahnjúkur proprement dit. Au sud-sud-ouest s'élève le Skjaldbreiður, un volcan bouclier aux pentes très étendues dominant le Skjaldbreiðarhraun, au sud se trouve un autre petit volcan bouclier, le Sköflunger, et au nord, de l'autre côté des Syðra-Hádegisfell et Nyrðra-Hádegisfell s'étend le Geitlandshraun autour du Geitlandsgígur,. Le Prestahnjúkur est un dôme de lave rhyolitique aux flancs abrupts et au sommet dépourvu de cratère et culminant à 1 223 mètres d'altitude. Des sources chaudes se trouvent au pied de la montagne.

## Géologie
Le Prestahnjúkur est le volcan central d'un système volcanique situé au nord de celui du Oddnýjarhnjúkur-Langjökull. Ce dernier a été mis en évidence à partir du début des années 2000 par une prise en considération du fait que le Skjaldbreiður faisait en fait partie de ce système et non celui du Prestahnjúkur.
Le système du Prestahnjúkur considéré ainsi est constitué d'un faisceau de failles de 90 km allant du sud-ouest vers le nord-est, dont le volcan lui-même en constitue le volcan central.     

## Histoire
Aucune éruption récente n'est recensée sur le Prestahnjúkur proprement dit. Il a longtemps été considéré que les seules connues sur l'ensemble de l'édifice volcanique sont celles du VIIIe millénaire av. J.-C. sur le Skjaldbreiður, de 6950 av. J.-C. dans le Geitlandshraun et en 3350 av. J.-C. au Sköflungur. Les travaux effectués par l'Université d'Islande depuis le début des années 2000 montrent qu'en fait l'éruption connue la plus importante du système volcanique s'est déroulée vers l'an 900 de notre ère, créant un champ de lave de 200 km2 pour un volume de 5 km3. 

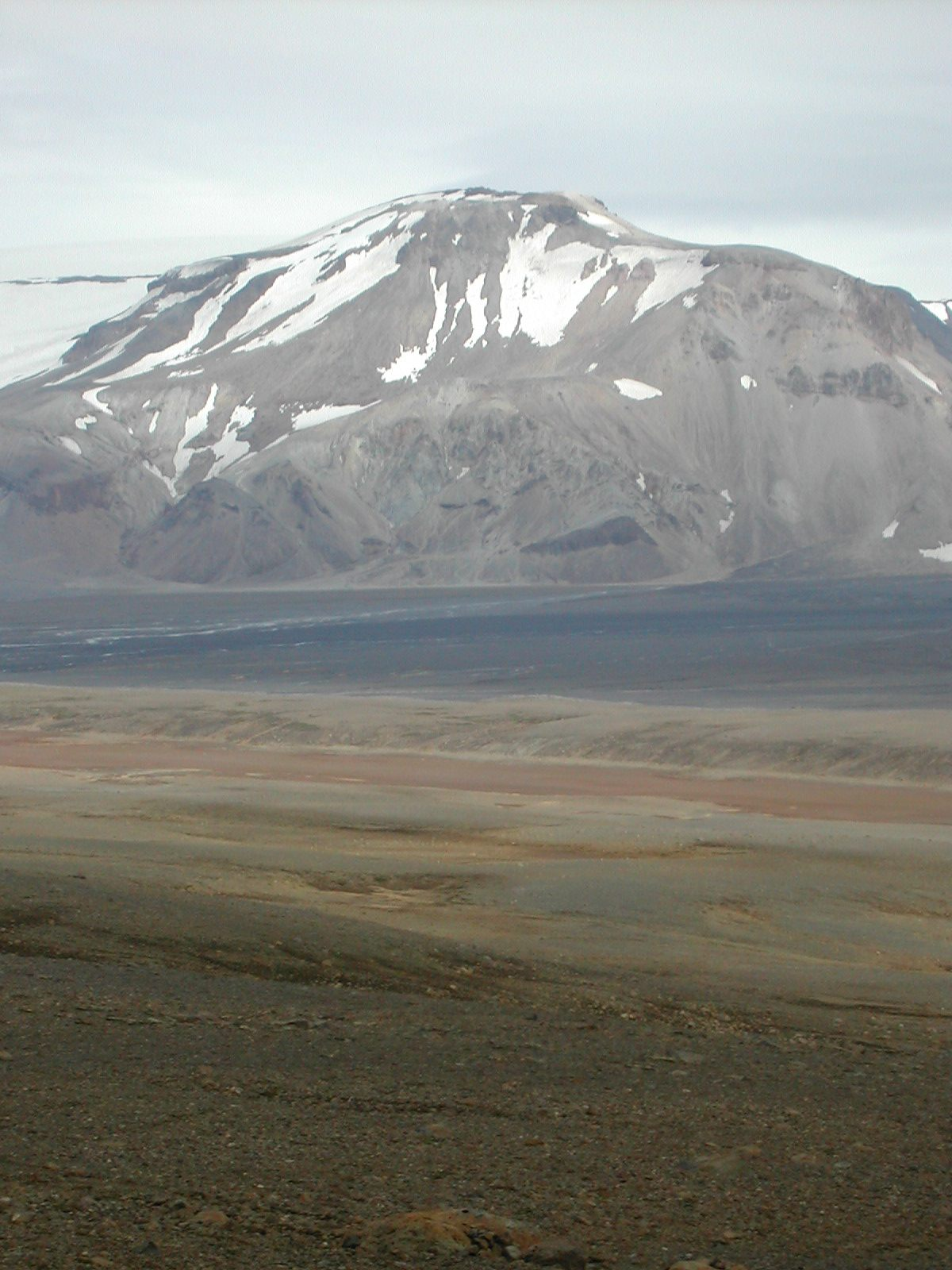
Vue du Prestahnjúkur de l'autre côte de la Kaldidalur.